# キーム湖
キーム湖（独: Chiemsee、キームゼー）は、ドイツ・バイエルン州のローゼンハイムとザルツブルクの間にある淡水湖である。しばしば「バイエルンの海」（Bayerisches Meer）といわれている。「キームゼー」は現地のバイエルン語およびアレマン語の表記で、標準ドイツ語では「ヒーム湖」（ヒームゼー）と表記される。
南東部からチロル・アヒェ川が注いできて、河口には三角州が形成しており、広大な氾濫原および季節性の干潟がある。キンクロハジロ、カワアイサ、アカハシハジロなどの鳥類の重要な生息地および越冬地であり、Coregonus hoferi、Rutilus meidingeriなどの絶滅危惧種の魚類も生息している。1976年にラムサール条約登録地となった。

## ヘレンキームゼーとフラウエンキームゼー
キーム湖に浮かぶ島のうち2つは特に大きく、それぞれの住居表示はヘレンキームゼーとフラウエンキームゼーである。これらは島の名前であるヘレンインゼル（Herreninsel、男島）とフラウエンインゼル（Fraueninsel、女島）に由来しており、住居表示と島の名前はしばしば同義語として扱われている。
なおフラウエンキームゼーに次ぐ第3の島であるクラウトインゼル（Krautinsel、キャベツ島）も存在し、かつては修道女たちが薬草や野菜を栽培していたが、現在は周辺地域の農家が夏期の放牧に利用している。

### ヘレンキームゼー（ヘレンインゼル）
1878年にルートヴィヒ2世によって建設されたヘレンキームゼー城が有名である。城は未完成であり、フランスのヴェルサイユ宮殿を模倣している。城の多くの部屋は観光客に公開されている。

### フラウエンキームゼー（フラウエンインゼル）
フラウエンキームゼーは、ヘレンキームゼーと比べて小さい。島には小さい村と、782年に創建され、現存する女子修道院としてはドイツ最古であるベネディクト会フラウエンヴェルト大修道院がある。修道院は蒸留所を擁しており、Chiemseer Klosterlikör（キーム湖の修道院リキュール）と呼ばれるハーブ酒のほか、各種のリキュールやスピリッツ類を製造している。

### キームガウアー
なお、REGIO（地方通貨）の一種としてキームガウアーがこの湖畔にあるプリーン・アム・キームゼー（Prien am Chiemsee）で2003年に導入されている。

## 美術の中のキーム湖

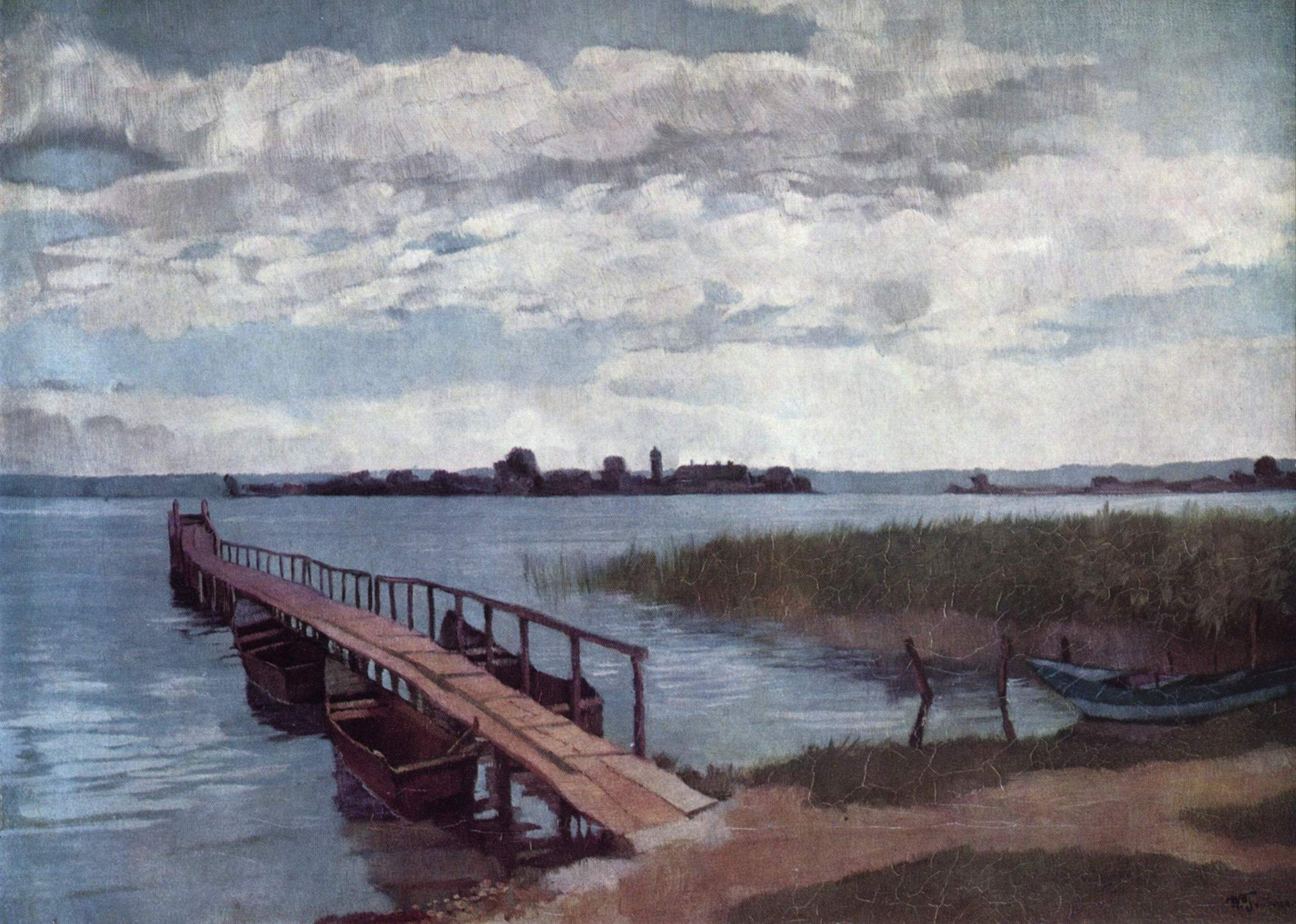
(画)ヴィルヘルム・トリュブナー (1874)
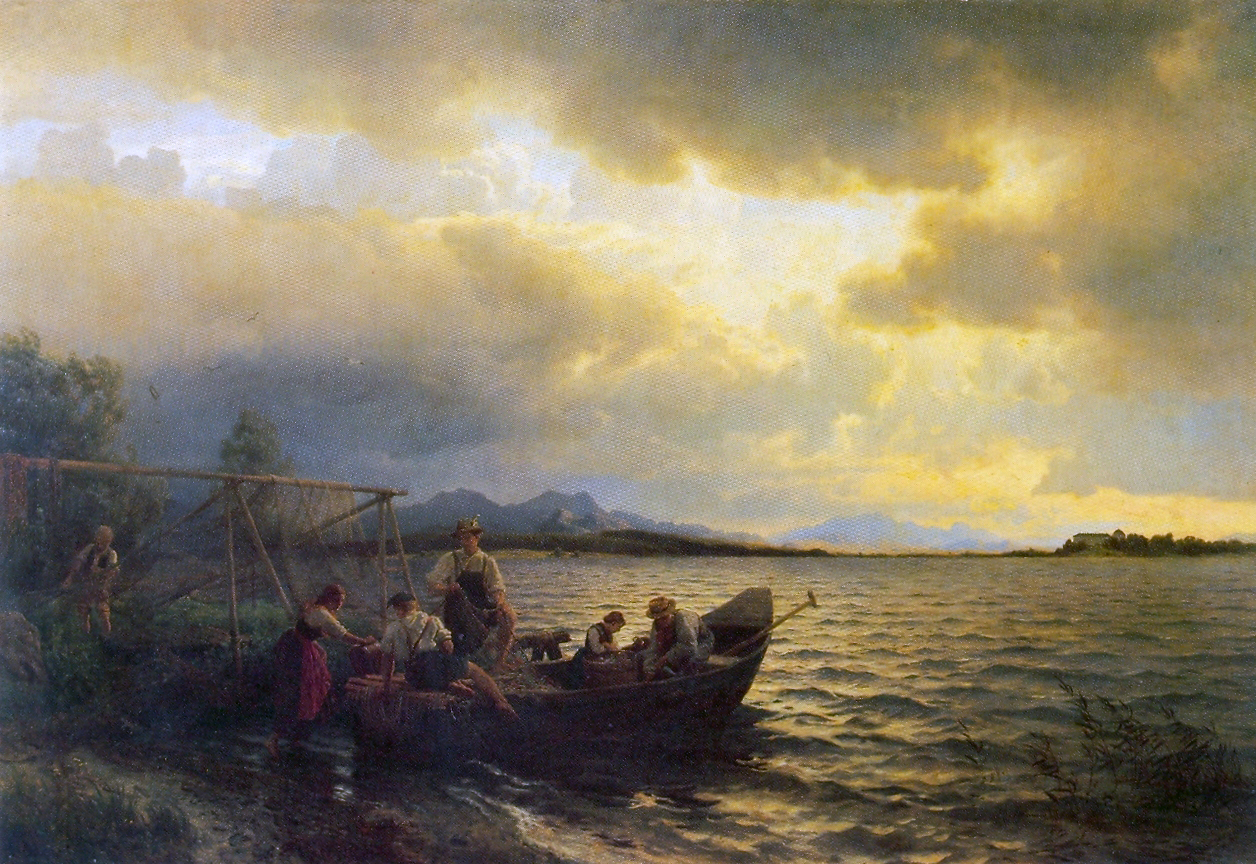
(画)ハンス・ギューデ (1868)
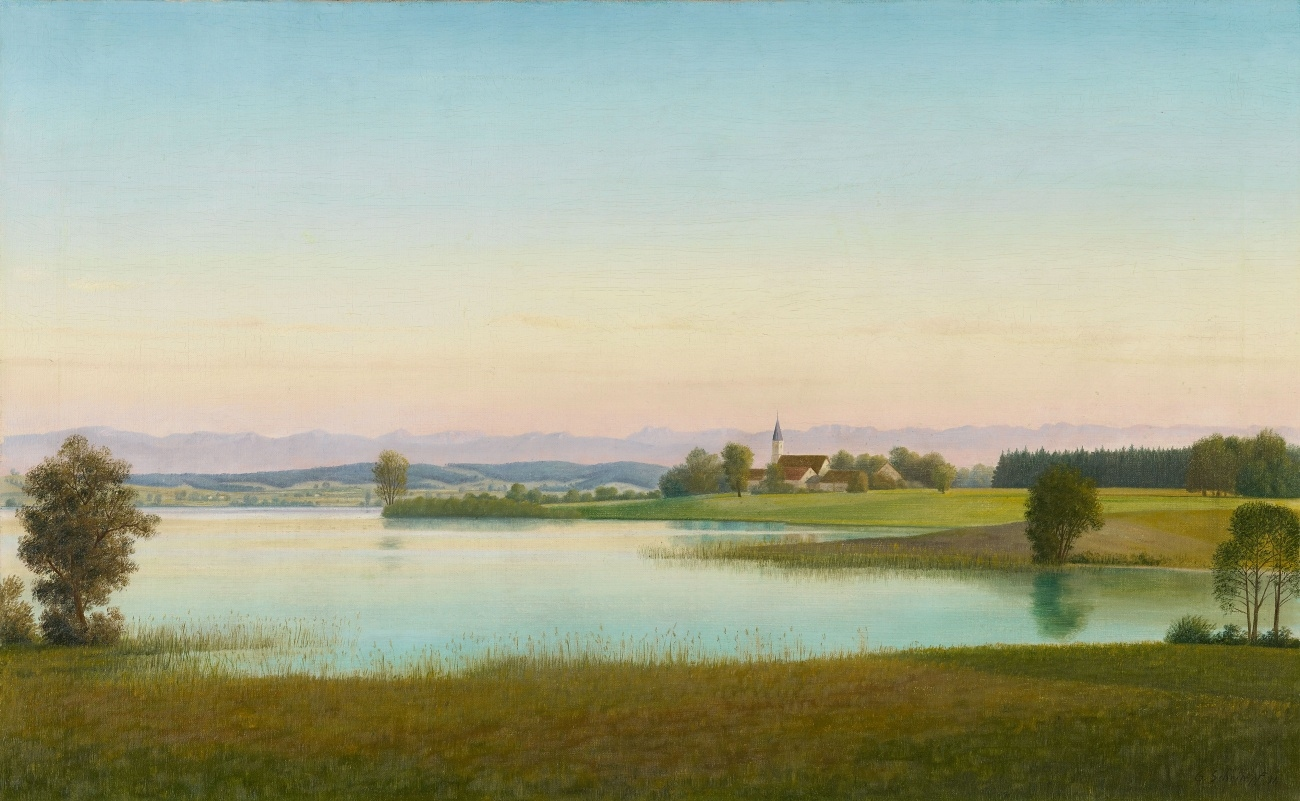
(画)ゲオルク・シュリンプフ (1931)
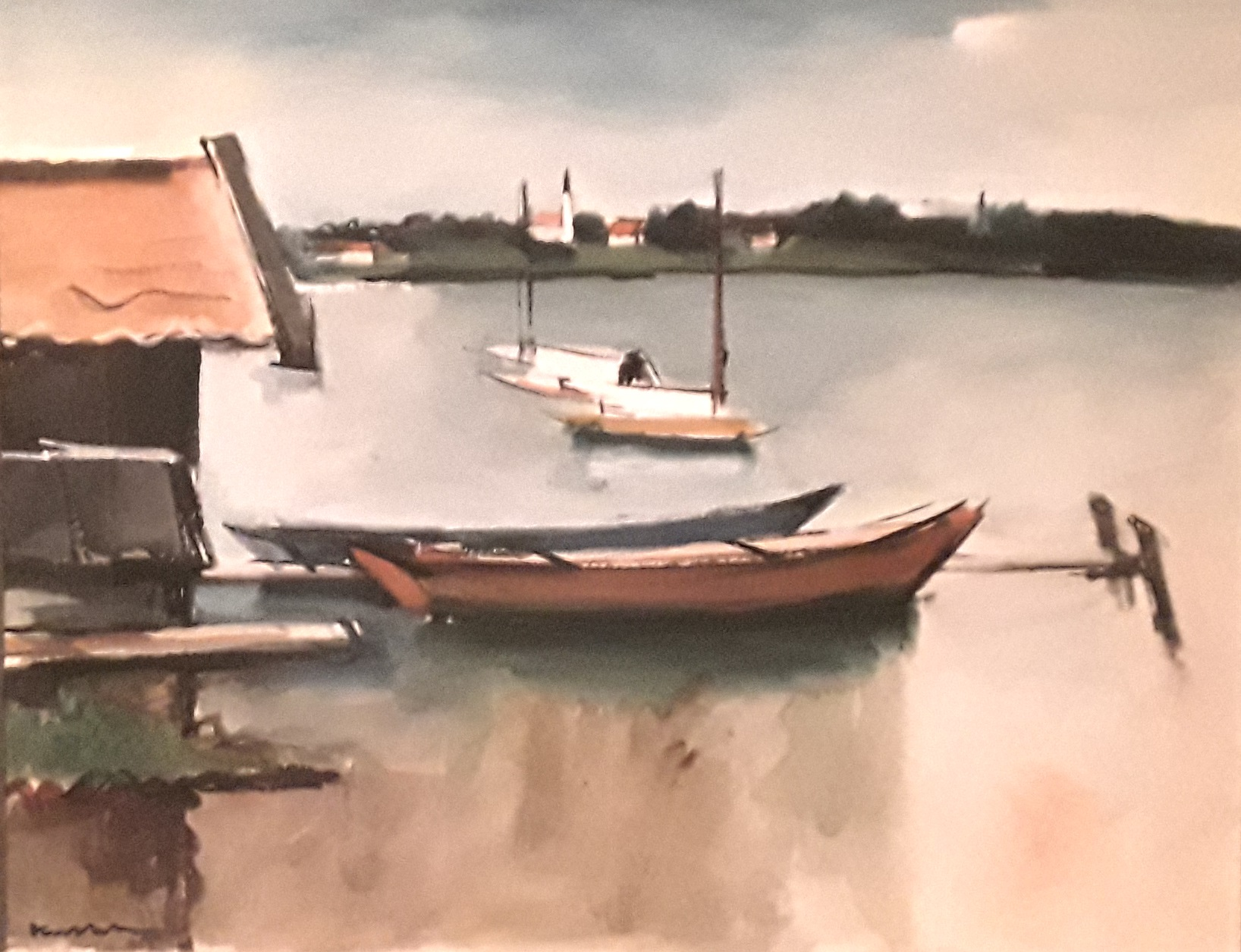
(画)ジョセフ・クッター (1935)
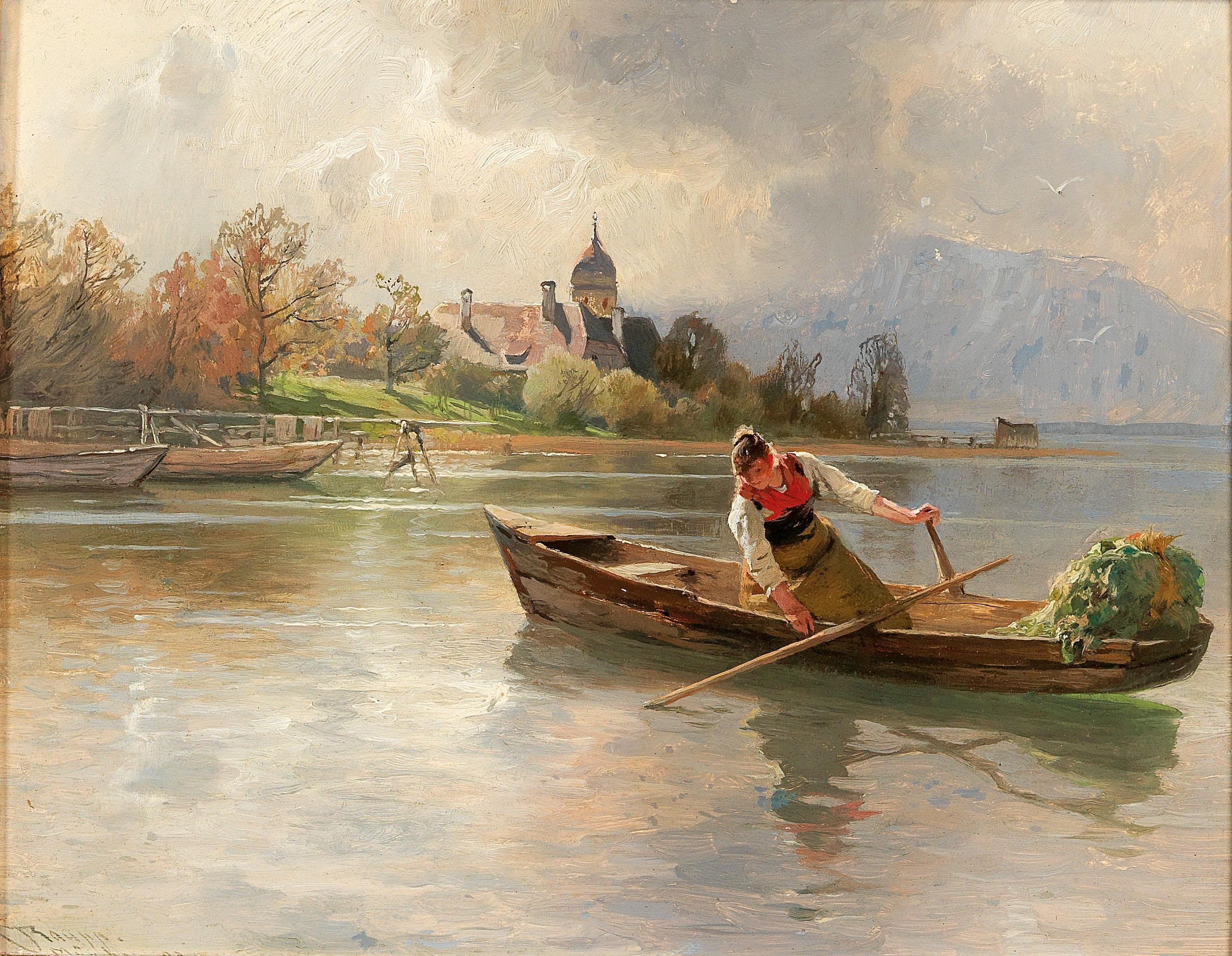
(画)カール・ラウプ (1918)
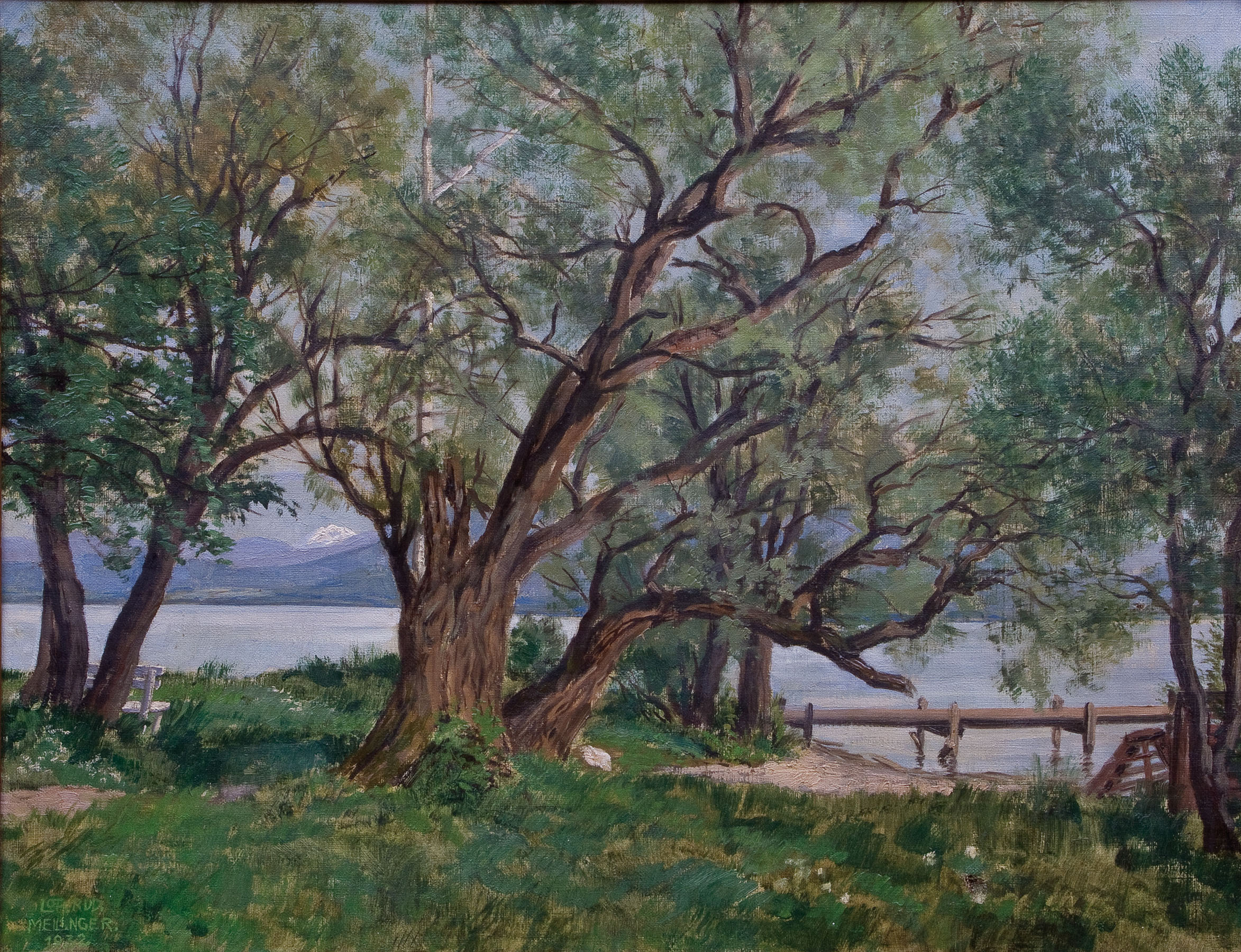
(画)Lothar Rudolf Meilinger  (1932)
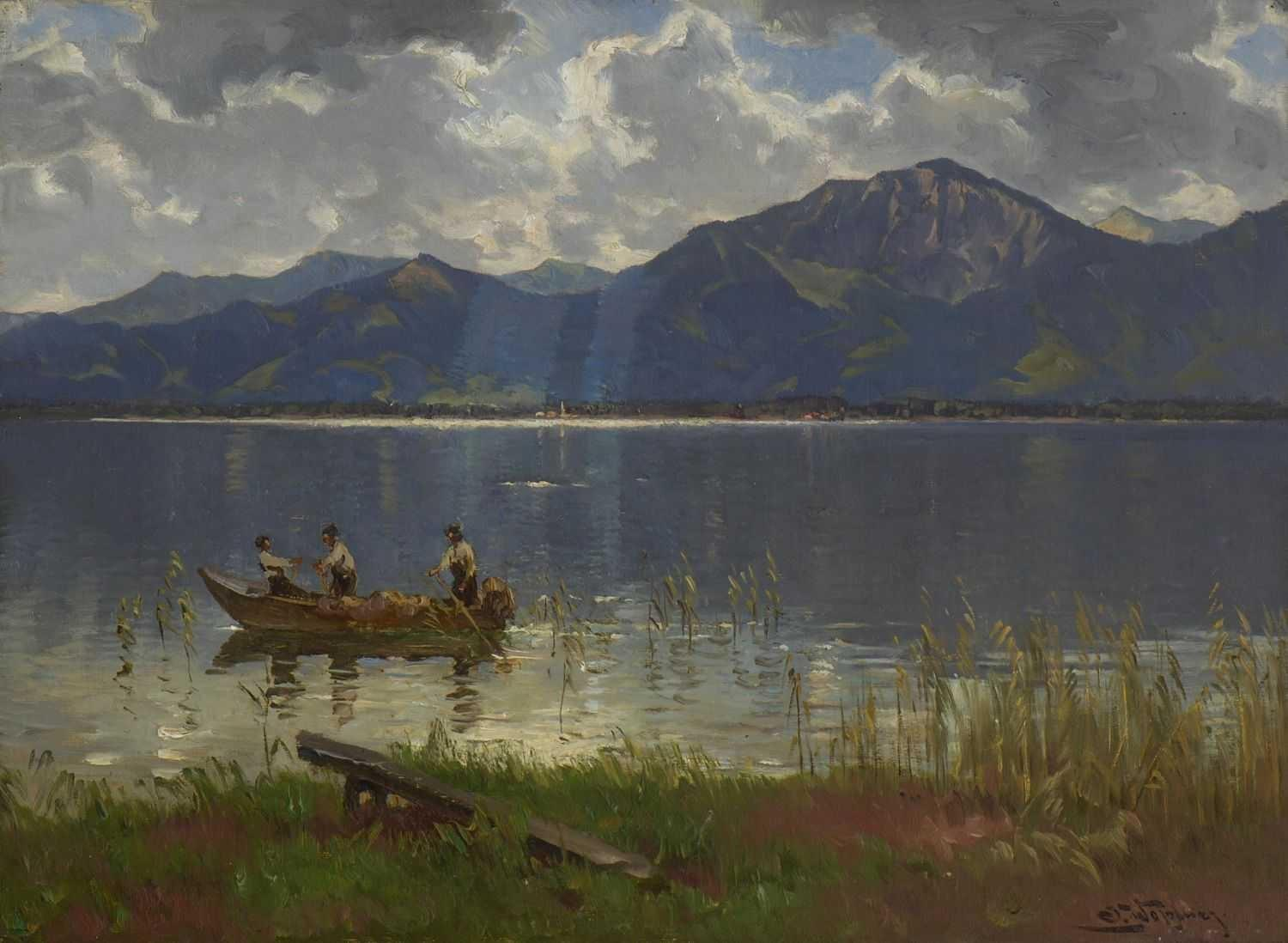
(画)Josef Wopfner
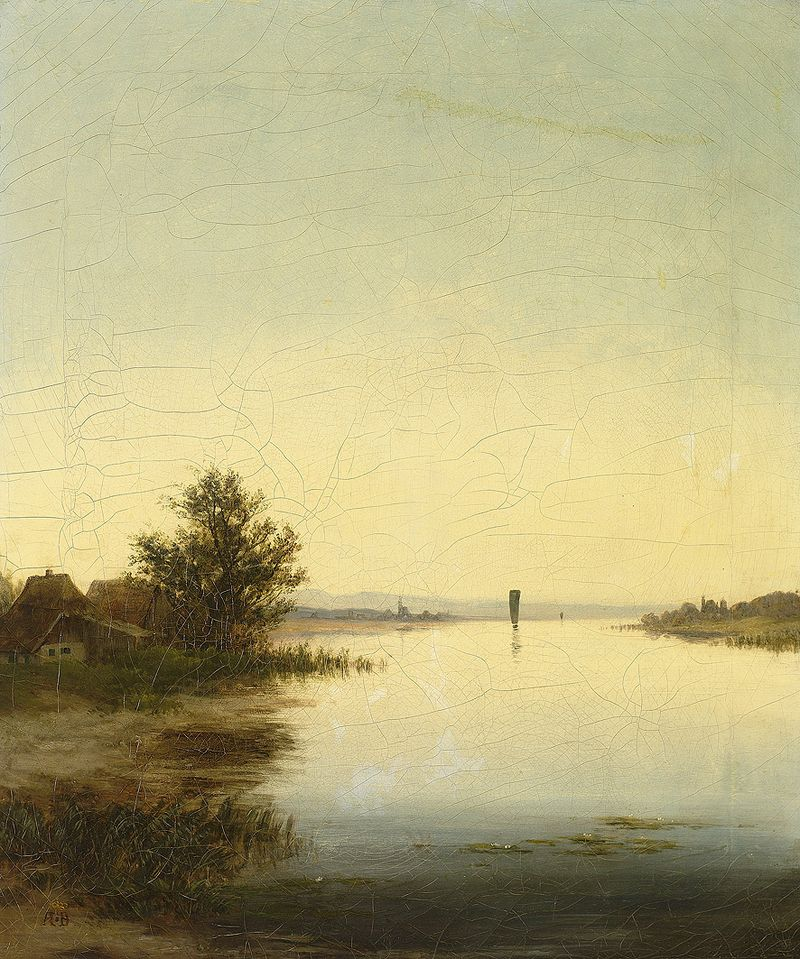
(画)アマリア・デル・ピラール・デ・ボルボーン